# Live at the Point (Christy Moore)
Live at the Point è un album live di Christy Moore, pubblicato dalla Columbia Records nel 1994. Il disco fu registrato dal vivo al The Point Depot di Dublino (Irlanda).

## Tracce
1. Welcome to the Cabaret – 4:53 (Christy Moore)
2. Natives – 3:34 (Paul Doran)
3. Fairytale of New York – 5:49 (Shane McGowan, Jem Finer)
4. Delirium Tremens – 4:34 (Christy Moore)
5. Black Is the Colour – 2:41 (Brano tradizionale, arrangiamento di Christy Moore)
6. Missing You – 3:19 (Jim McCarthy)
7. Cliffs of Dooneen – 2:20 (Brano tradizionale, arrangiamento di Christy Moore)
8. Well Below the Valley – 5:33 (Christy Moore)
9. Go, Move, Shift – 2:06 (Erwin McColl)
10. Casey – 3:51 (Martin Egan)
11. Ride On – 2:50 (Jim McCarthy)
12. Knock – 5:33 (Christy Moore)
13. Joxer Goes to Stuttgart – 5:05 (Christy Moore)
14. Nancy Spain – 3:33 (Barney Rush)

## Musicisti
- Christy Moore - voce, chitarra, bodhrán